# Avro Avenger
Pour les articles homonymes, voir Avenger.
L'Avro 566 Avenger est un prototype de chasseur monoplace britannique de l'entre-deux-guerres. Dessiné à risque privé comme un exercice aérodynamique par Roy Chadwick, il fut modifié ensuite en avion de course.

## Avro 566 Avenger I
Biplan de chasse à ailes inégales décalées, l’Avenger avait une voilure en bois entoilée, un fuselage semi-monocoque en bois et toile, et un train d’atterrissage classique fixe à essieu. Le moteur en ligne était très soigneusement caréné et les radiateurs plaqués sous l’intrados du plan supérieur, seul équipé d'ailerons, pour réduire la trainée.
Le prototype [G-EBND, c/n 5109] prit l’air le 26 juin 1926 avec un moteur Napier Lion VIII de 525 ch. Construit hors de tout programme et avec un moteur qui n’était pas considéré comme un moteur de chasseur, l’Avenger ne bénéficia d’aucune attention particulière de l’Air Ministry.

## Avro 567 Avenger II
En mai 1928 le prototype fut transformé en avion de course pour participer à la King's Cup Race, course à handicap disputée les 20 et 21 juillet 1928 sur un circuit de 1 765 km : Plans égaux en envergure (8,53 m), monomats profilés d’entreplan remplaçant les classiques mats en N, ailerons ajoutés au plan inférieur et moteur Napier Lion IX de 553 ch. Piloté par le F.O. J Summers, l'Avenger était l'avion le plus puissant de la course, donc celui ayant le plus important handicap. Classé 11e à Renfrew (Glasgow) le soir du premier jour, il termina 13e sur 23 participants finissant l'épreuve à Brooklands. 
Réformé fin juin 1929, l’Avenger a été transformé en cellule d’instruction statique en 1931. 

## Sources
1. 1 2  A.J. Jackson
2. ↑  Green & Swanborough
3. ↑  « Flight 26 juillet 1928 p. 636 à 638 »